# Plan Juppé de 1995
Annoncé le 15 novembre 1995, le « plan Juppé » sur les retraites et la Sécurité sociale propose de généraliser aux fonctionnaires et aux entreprises publiques (RATP, SNCF et EDF) les mesures imposées aux salariés du secteur privé par la réforme Balladur des retraites de 1993. En raison des grèves de 1995 en France, qui durent trois semaines dans les transports, le gouvernement cède sur la partie retraites du plan, mais il instaure toutefois par ordonnances les mesures visant à « réduire le déficit » de la Sécurité sociale : accroissement des tarifs d'accès à l'hôpital, restrictions sur les médicaments remboursables, blocage et imposition des allocations familiales versées aux familles, augmentation des cotisations maladie pour les retraités et les chômeurs, création de la CRDS, et renforcement du pouvoir des acteurs administratifs et politiques dans les caisses au détriment des syndicats. 

## Contexte
Alors que Jacques Chirac s'est fait élire à l'élection présidentielle française de 1995 sur le thème de la réduction de la « fracture sociale », il explique aux Français quelques semaines plus tard qu'il doit renoncer à son programme ayant « sous-estimé l'ampleur des déficits ». Il annonce vouloir réduire les déficits « pour qualifier la France pour la monnaie unique européenne ». Le plan Juppé qui intervient peu après ce changement de cap radical provoque une levée de boucliers.

## Plan envisagé
Le plan du Premier ministre Alain Juppé contenait une série de mesures concernant aussi bien les retraites que l'assurance-maladie, et qui toutes allaient dans le sens d'une politique de rigueur.
Le plan Juppé était axé sur quatre grandes mesures :
- Un allongement de la durée de cotisation de 37,5 à 40 annuités pour les salariés de la fonction publique, mesure déjà décidée pour les travailleurs du secteur privé lors  de la réforme Balladur des retraites de 1993 ;
- L’établissement d’une loi annuelle de la Sécurité sociale qui fixe les objectifs de progression des dépenses maladies et envisage la mise en place de sanctions pour les médecins qui dépassent cet objectif ;
- Un accroissement des tarifs d'accès à l'hôpital et des restrictions sur les médicaments remboursables ;
- Le blocage et l'imposition des allocations familiales versées aux familles, combiné avec l'augmentation des cotisations maladie pour les retraités et les chômeurs.

Dès sa présentation à l’Assemblée nationale par le Premier ministre Alain Juppé, le plan de réforme se heurte à l’hostilité d’une partie de l’opinion publique. En revanche, la direction de la CFDT, ainsi qu'une partie du Parti socialiste (en particulier Claude Évin), soutiennent le plan, l’accord syndical de l'automne est enterré, mais malgré cela, un mouvement de grève va durer plus de trois semaines dans les transports, tandis qu’une série de journées de manifestations va accompagner les grèves de 1995 en France, la plus importante ayant réuni le 12 décembre 1995 deux millions de personnes dans toute la France.
La grande majorité des médias soutient le plan Juppé. Selon une enquête du Nouvel Observateur, 60 % des médias présentent favorablement ce plan alors que seuls 6 % en font une présentation défavorable. Selon Serge Halimi, certains médias auraient adopté une attitude très dépréciative du mouvement social.
Selon la DARES, le service des études et des statistiques du ministère du travail, le nombre des jours de grève a été de 6 millions, dont près de 4 millions de jours de grève dans la fonction publique et plus de 2 millions dans les secteurs privé et semi-public. La sociologue Josette Trat retient trois caractéristiques du mouvement : ce fut un « mouvement d’ensemble », unitaire et porteur d'un projet de société égalitaire et solidaire.
Le 11 décembre 1995, Alain Juppé annonce ne plus vouloir toucher à l'âge de départ à la retraite des régimes spéciaux de retraite (SNCF et RATP) et le 15 décembre, le gouvernement retire sa réforme sur les retraites, la fonction publique et les régimes spéciaux (SNCF, RATP, EDF).

## Réformes menées
Loi relative à la sécurité sociale (1994) Loi relative à l'assurance maladie (2004)
La loi du 30 décembre 1995 autorise le Gouvernement, à réformer la protection sociale par ordonnance :
- l'ordonnance du 24 janvier 1996 sur le remboursement de la dette sociale[5] :
  - création de la contribution pour le remboursement de la dette sociale et la Caisse d'amortissement de la dette sociale ;
- l'ordonnance du 24 janvier 1996 relative aux mesures urgentes tendant au rétablissement de l'équilibre financier de la sécurité sociale[6] :
  - les bases mensuelles de calcul des prestations familiales ne sont pas revalorisées en 1996 ;
- l'ordonnance du 24 avril 1996 portant mesures relatives à l'organisation de la sécurité sociale[7] ;
  - création des conventions d'objectifs et de gestion entre l’État et les caisses nationales :
  - modification de la composition des conseils d'administration des caisses et création de conseils de surveillance,
  - les conseils des caisses locales perdent le pouvoir de nommer leur directeur et leur agent comptable. Par ailleurs, ils perdent des pouvoirs au profit des directeurs dont les attributions sont élargies : désormais, ceux-ci proposent aux conseils d’administration la nomination de leurs collaborateurs directs, hormis l’agent comptable, ce qui signifie que les conseils ne gardent qu’un rôle formel. Dorénavant, le directeur décide des actions en justice et représente la caisse en justice et dans tous les actes de la vie civile[8].  La réforme renforce ainsi le pouvoir des acteurs administratifs (direction de la sécurité sociale, direction de la CNAMTS, Cour des comptes…) et des acteurs politiques (élus, parlementaires, ministre) au détriments des partenaires sociaux[9].
  - création des unions régionales des caisses d'assurance maladie,
- l'ordonnance du 24 avril 1996 relative à la maîtrise médicalisée des dépenses de soins[10] :
  - création de la Conférence nationale de santé,
  - création de la carte Vitale ;
- l'ordonnance du 24 avril 1996 portant réforme de l'hospitalisation publique et privée[11] :
  - création des agences régionales de l'hospitalisation qui conclut des contrats pluriannuels avec les établissements de santé publics et privés,
  - création d’une procédure d’accréditation par la nouvelle Agence nationale d'accréditation et d'évaluation en santé,
  - création des groupements de coopération sanitaire.

Les loi de financement de la Sécurité sociale sont introduites par la loi constitutionnelle du 22 février 1996 et la loi organique du 22 juillet 1996. Ces lois permettent de faire le lien entre les objectifs des politiques sanitaires et sociales et les objectifs des dépenses de sécurité sociale. Le Parlement doit approuver les orientations de la politique de santé et de sécurité sociale avant d’approuver les objectifs qui déterminent les conditions générales de l’équilibre financier de la Sécurité sociale. Ensuite, il fixe l’Objectif national des dépenses d'assurance maladie, pour l’ensemble des régimes.